# Big River (Banksinsel)
Der Big River (englisch für „großer Fluss“) ist ein ca. 230 km langer Fluss im Süden der Banksinsel in den zu Kanada gehörenden Nordwest-Territorien.

## Flusslauf
Der Big River hat seinen Ursprung in einem 285 m hoch gelegenen namenlosen See im Südosten der Insel, etwa 20 km von der Südostküste entfernt. Er fließt anfangs 100 km in nordnordwestlicher Richtung. Anschließend wendet sich der Big River allmählich nach Westen. Der Big River weist auf seinem gesamten Flusslauf meist weite Flussschlingen auf. Flankiert wird der Fluss von zahlreichen Altarmen. Im Unterlauf bildet der Fluss mehrere Flussarme aus, die innerhalb eines etwa 800 m breiten Kiesbett verlaufen. Der Big River besitzt drei größere Nebenflüsse, die alle von links in diesen münden: Die Mündung des Sungukpagaluk River liegt bei Flusskilometer 58, die des White Fox River bei Flusskilometer 50 sowie die des Egg River bei Flusskilometer 28. Der Big River erreicht schließlich die Westküste der Banksinsel und mündet in die Beaufortsee, 65 km nördlich der Südwestspitze der Insel. Der Big River bildet an der Mündung einen 5 km breiten Schwemmkegel aus.

## Hydrologie
Der mittlere Abfluss am Pegel etwa 80 km oberhalb der Mündung beträgt 7,4 m³/s. Im Juni führt der Big River mit 69,6 m³/s den höchsten monatlichen Abfluss. Der Fluss ist von November bis März gefroren, so dass für diese Monate keine gemessenen Abflüsse vorliegen. 

## Fauna
Die unteren 140 Kilometer des Big River befinden sich innerhalb des Vogelschutzgebietes Banks Island Migratory Bird Sanctuary No. 1. Dieses ist nur mit entsprechender Erlaubnis zugänglich. An der Mündung des Egg River in den Big River im Südwesten der Banksinsel befindet sich eine der größten Brutkolonien der Kleinen Schneegans (Anser caerulescens caerulescens) mit 479.500 Vögeln im Jahr 1995.